# Alan Hutton
Alan Hutton (ur. 30 października 1984 w Glasgow) – szkocki piłkarz, grający na pozycji prawego obrońcy w Aston Villi.

## Kariera klubowa
Hutton jest cofniętym prawym pomocnikiem, który w swoim pierwszym klubie - Rangers F.C., zadebiutował w meczu z Partick Thistle 22 grudnia 2002. Był to jego pierwszy i ostatni występ w sezonie 2002/2003, jednakże w sezonie 2003/2004 wystąpił 11 razy, strzelając pierwszego gola przeciw Dunfermline Athletic 23 marca 2004.
Hutton zaczął pracować na swoje nazwisko, zaliczając 12 występów w sezonie 2004/2005, kiedy Rangers zwyciężyli zarówno szkocką ligę, jak i Puchar Ligi. W kolejnym sezonie Hutton wystąpił 23 razy w pierwszej drużynie, wliczając w to mecz w 1/8 Ligi Mistrzów z Villarrealem.
W zimowym okienku transferowym 2008, Hutton przeniósł się do Tottenhamu. Działacze londyńskiej drużyny zapłacili za reprezentanta Szkocji 9 milionów funtów. Zadebiutował 2 lutego 2008 w zremisowanym meczu z Manchesterem United (1:1).
1 lutego 2010 roku został wypożyczony do Sunderlandu.
31 sierpnia 2011 podpisał czteroletni kontrakt z Aston Villą.

## Kariera reprezentacyjna
W reprezentacji Szkocji zadebiutował 11 maja 2007 roku w towarzyskim spotkaniu przeciwko Austrii.